# Aktion zur politischen Erneuerung
De Aktion zur politischen Erneuerung (Nederlands: Actie voor Politieke Hernieuwing) was een uiterst conservatieve politieke beweging in Oostenrijk die van 1951 tot 1956 bestond en nauw samenwerkte met het VdU.

## Geschiedenis
De beweging was een afsplitsing ter rechterzijde van de ÖVP. Het initiatief tot de oprichting van de Aktion was Ernst Strachwitz (1919-1998), een parlementslid voor ÖVP en leiding gaf aan de jongerengroepering Junge Front die uitgesproken Duits-nationaal was georiënteerd. Het Junge Front was gelieerd aan de ÖVP en kreeg aanvankelijk de ruimte om oud-Wehrmachtsoldaten en voormalige krijgsgevangenen te rekruteren voor de ÖVP. Toen het duidelijk werd dat het Junge Front ook onder oud-nazi's steun wilde verwerven voor de ÖVP, stuitte dit op verzet binnen de partijleiding en kwam het tot een breuk tussen het Junge Front en de ÖVP. Toen Strachwitz zijn steun uitsprak voor de kandidatuur van de partijloze Duits-nationale kandidaat Burghard Breitner voor de presidentsverkiezingen van 1951 in plaats van de ÖVP-kandidaat Heinrich Gleißner, brak Strachwitz op 14 juli 1951 met de ÖVP en trad uit de fractie in de Nationale Raad.
In oktober 1951 richtte Strachwitz met medestanders die afkomstig waren uit het Junge Front de Aktion zur politischen Erneuerung op. De Aktion had een duidelijk elitair karakter en werd gekenschetst als de "Partei der Obersten und Grafen" ("Partij van kolonels en graven") vanwege het groot aantal hoge officieren en adellijke figuren die binnen de Aktion actief waren.
Vrijwel onmiddellijk na de oprichting werden contacten gelegd met het Verband der Unabhängigen (VdU), een in 1949 opgerichte nationaal-liberale partij om tot nauwe samenwerking te komen. Voor de parlementsverkiezingen van 1953 kwamen Aktion en het VdU meet en lijstverbinding die 14 zetels wist te behalen. Voor de Aktion werden Willfried Gredler en Max Herzele in de Nationale Raad gekozen. Een jaar na de verkiezingen kwam het tot fusiebesprekingen tussen het VdU en Aktion die echter spaak liepen. Na de opheffing van het VdU (1956) gingen de meeste leden van de Aktion over naar de FPÖ waar ook de meeste oud-leden van het VdU zich bij hadden aangesloten.

## Verkiezingsresultaten
De Aktion deed met het VdU (lijstverbinding) in 1953 aan de verkiezingen mee onder de naam Wahlpartei der Unabhängigen (WdU).

### Parlementsverkiezingen (Nationale Raad)
| Verkiezingsjaar      | stemmenaantal | percentage | aantal zetels |
| -------------------- | ------------- | ---------- | ------------- |
| 1953                 | 472,866       | 10.9%      | 14a           |
| a VdU: 12, Aktion: 2 |               |            |               |